# Кодекс Куманикус
Кодекс Куманикус (мађ. Kun kódex, лат. Codex Cumanicus)  је лингвистички приручник средњег века, осмишљен је да помогне католичким мисионарима да комуницирају са Куманима, номадским туркијским народом. Тренутно се налази у библиотеци Светог Марка у Венецији (BNM ms Lat. Z. 549. (=1597)).
Кодекс је настао на Криму у 14. веку и сматра се једним од најстаријих потврда о кримскотатарском језику, што је од великог значаја за историју кипчакског и огузског дијалеката, као директно везаног за кипчаке (половце, кумане) Црноморске степе и посебно полуострво Крим.

## Порекло и садржај рукописа
Кодекс се састоји из два дела. Први део се састоји од речника на латинском, персијском и куманском писаном латиничним писмом и колоне са куманским глаголима, именима и заменицама са значењем на латинском. Други део се састоји од куманско-немачког речника, података о куманској граматици и песама које припадају Петрарки. Међутим, кодекс је помињао језик као „татарски“ (татар тил).
Први део Кодекс Куманикуса је написан у практичне сврхе, да би помогао у учењу језика. Други део је написан да шири хришћанство међу Куманима и уз његов кумански превод дати су различити цитати из верских књига. У истом одељку налазе се речи, фразе, реченице и око 50 загонетки, као и приче о животу и раду верских поглавара.
Кодекс се вероватно развијао током времена. Трговачке, политичке и верске вође, посебно у Мађарској, тражиле су ефективну комуникацију са Куманима још средином 11. века. Како су италијанске градове-државе, попут Ђенове, почеле да успостављају трговачке станице и колоније дуж обале Црног мора, потреба за алатима за учење кипчачког језика нагло се повећала.
Верује се да су најранији делови кодекса настали у 12. или 13. веку. Временом су вероватно направљени значајни додаци. Примерак сачуван у Венецији је датиран да је настао 11. јула 1303. на фол. 1р  (видети Дримба, стр. 35 и Шмајдер у Шмајдер/Шрајнер, стр. XIII). Кодекс се састоји од већег броја самосталних дела спојених у једно.

## Загонетке
„Куманске загонетке” (CC, 119–120; 143–148) представљају пресудан извор за проучавање раног туркијског фолклора. Андреас Титце их је назвао „најранијим варијантама типова загонетки које чине заједничко наслеђе турских народа
Међу загонеткама у кодексу су и следећи одломци:
- Aq küymengin avuzı yoq. Ol yumurtqa.

„Бела јурта нема уста (отвора). То је јаје.”
- Kökçä ulahım kögende semirir. Ol huvun.

„Моје плавичасто дете на конопцу се удебља. То је диња.”
- Oturğanım oba yer basqanım baqır canaq. Ol zengi.

„Где ја седим брдовито је место. Где газим је бакарна здела. То је узенгија.”

## Примери
Кодекс Молитва Господња гласи:
| Кумански        | Atamız kim köktäsiñ. Alğışlı bolsun seniñ atıñ, kelsin seniñ xanlığıñ, bolsun seniñ tilemekiñ — neçik kim köktä, alay [da] yerdä. Kündeki ötmäkimizni bizgä bugün bergil. Dağı yazuqlarımıznı bizgä boşatqıl — neçik biz boşatırbız bizgä yaman etkenlergä. Dağı yekniñ sınamaqına bizni quvurmağıl. Basa barça yamandan bizni qutxarğıl. Amen!                 |
| Српски (превод) | „Оче наш, који си на небесима, да се свети име Твоје, да дође царство Твоје, да буде воља Твоја и на земљи као на небу. Хлеб наш насушни дај нам данас и опрости нам дугове наше, као што и ми опраштамо дужницима својим,и не уведи нас у искушење, но избави нас од злога. Амин!”                                                                             |
| Кримскотатарски | Atamız kim köktesiñ. Alğışlı olsun seniñ adıñ, kelsin seniñ hanlığıñ, olsun seniñ tilegeniñ — nasıl kökte, öyle [de] yerde. Kündeki ötmegimizni bizge bugün ber. Daa yazıqlarımıznı (suçlarımıznı) bizge boşat (bağışla) — nasıl biz boşatamız (bağışlaymız) bizge yaman etkenlerge. Daa şeytannıñ sınağanına bizni qoyurma. Episi yamandan bizni qurtar. Amin! |

## Извори за Кодекс Куманикус
- Güner, Galip (2016), Kuman Bilmeceleri Üzerine Notlar (Notes on the Cuman Riddles), Kesit Press, İstanbul. 168 pp.
- Argunşah, Mustafa; Güner, Galip, Codex Cumanicus, Kesit Yayınları, İstanbul, 2015, 1080 pp. (https://www.academia.edu/16819097/Codex_Cumanicus)
- Dr. Peter B. Golden on the Codex
- Italian Part of “Codex Cumanicus”, pp. 1 - 55. (38,119 Mb) Архивирано на веб-сајту  (8. октобар 2023)
- German Part of “Codex Cumanicus”, pp. 56 - 83. (5,294 Mb) Архивирано на веб-сајту  (15. август 2023)
- Schmieder, Felicitas et Schreiner, Peter (eds.), Il Codice Cumanico e il suo mondo. Atti del Colloquio Internazionale, Venezia, 6-7 dicembre 2002. Roma, Edizioni di Storia e Letteratura, 2005, XXXI-350 p., ill. (Centro Tedesco di Studi Veneziani, Ricerche, 2).
- Drimba, Vladimir, Codex Comanicus. Édition diplomatique avec fac-similés, Bucarest 2000.
- Davud Monshizadeh, Das Persische im Codex Cumanicus, Uppsala: Studia Indoeuropaea Upsaliensia, 1969.
- Ligeti, Louis (1981). „Prolegomena to the Codex Cumanicus”. Acta Orientalia Academiae Scientiarum Hungaricae. 35 (1): 1—54. JSTOR 23682271.